# Dark Star Brewing Co Ltd
Dark Star Brewing Co Ltd, bryggeri i Haywards Heath, West Sussex, Storbritannien. Bryggeriet producerar real ale och invigdes 1995. 

## Exempel på varumärken
- Over the Moon
- Espresso Stout
- Red Ale